# Torneo di Wimbledon 2010 - Qualificazioni doppio femminile
Le qualificazioni del doppio  femminile del Torneo di Wimbledon 2010 sono state un torneo di tennis preliminare per accedere alla fase finale della manifestazione. I vincitori dell'ultimo turno sono entrati di diritto nel tabellone principale. In caso di ritiro di uno o più giocatori aventi diritto a questi sono subentrati i lucky loser, ossia i giocatori che hanno perso nell'ultimo turno ma che avevano una classifica più alta rispetto agli altri partecipanti che avevano comunque perso nel turno finale.

## Teste di serie
1. Marija Korytceva /  Dar'ja Kustova (qualificate)
2. Eléni Daniilídou /  Jasmin Wöhr (qualificate)
3. Darija Jurak /  Sophie Lefèvre (primo turno)
4. Stéphanie Cohen-Aloro /  Selima Sfar (primo turno)

1. Johanna Larsson /  Yvonne Meusburger (primo turno)
2. Nina Bratčikova /  Vitalija D'jačenko (ultimo turno)
3. Jill Craybas /  Marina Eraković (qualificate)
4. Katalin Marosi /  Kathrin Wörle (ultimo turno)

## Qualificate
1. Marija Korytceva /  Dar'ja Kustova
2. Eléni Daniilídou /  Jasmin Wöhr

1. Kaia Kanepi /  Zhang Shuai
2. Jill Craybas /  Marina Eraković

## Tabellone qualificazioni

### Legenda
| - Q = Qualificato - WC = Wild card - LL = Lucky loser | - ALT = Alternate - SE = Special Exempt - PR = Protected Ranking | - w/o = Walkover - r = Ritirato - d = Squalificato |

### Prima sezione
|  | Primo turno | Primo turno                        | Primo turno                        | Primo turno | Primo turno |  |  | Ultimo turno | Ultimo turno                       | Ultimo turno                       | Ultimo turno | Ultimo turno |  |
|  |             |                                    |                                    |             |             |  |  |              |                                    |                                    |              |              |  |
|  | 1           | Marija Korytceva Dar'ja Kustova    | Marija Korytceva Dar'ja Kustova    | 6           | 6           |  |  |              |                                    |                                    |              |              |  |
|  |             | Varvara Lepchenko Aurélie Védy     | Varvara Lepchenko Aurélie Védy     | 0           | 3           |  |  | 1            | Marija Korytceva Dar'ja Kustova    | Marija Korytceva Dar'ja Kustova    | 6            | 6            |  |
|  |             | Maria Elena Camerin Jarmila Groth  | Maria Elena Camerin Jarmila Groth  | 4           | 2           |  |  | 6            | Nina Bratčikova Vitalija D'jačenko | Nina Bratčikova Vitalija D'jačenko | 3            | 3            |  |
|  | 6           | Nina Bratčikova Vitalija D'jačenko | Nina Bratčikova Vitalija D'jačenko | 6           | 6           |  |  |              |                                    |                                    |              |              |  |

### Seconda sezione
|  | Primo turno | Primo turno                        | Primo turno                        | Primo turno | Primo turno |  |  | Ultimo turno | Ultimo turno                       | Ultimo turno                       | Ultimo turno | Ultimo turno |  |
|  |             |                                    |                                    |             |             |  |  |              |                                    |                                    |              |              |  |
|  | 2           | Eléni Daniilídou Jasmin Wöhr       | Eléni Daniilídou Jasmin Wöhr       | 6           | 6           |  |  |              |                                    |                                    |              |              |  |
|  |             | Emily Webley-Smith Lisa Whybourn   | Emily Webley-Smith Lisa Whybourn   | 4           | 4           |  |  | 2            | Eléni Daniilídou Jasmin Wöhr       | Eléni Daniilídou Jasmin Wöhr       | 6            | 6            |  |
|  |             | Oksana Kalašnikova Vesna Manasieva | Oksana Kalašnikova Vesna Manasieva | 6           | 6           |  |  |              | Oksana Kalašnikova Vesna Manasieva | Oksana Kalašnikova Vesna Manasieva | 3            | 0            |  |
|  | 5           | Johanna Larsson Yvonne Meusburger  | Johanna Larsson Yvonne Meusburger  | 3           | 2           |  |  |              |                                    |                                    |              |              |  |

### Terza sezione
|  | Primo turno | Primo turno                         | Primo turno                 | Primo turno | Primo turno |  |  | Ultimo turno | Ultimo turno                 | Ultimo turno                 | Ultimo turno | Ultimo turno |  |
|  |             |                                     |                             |             |             |  |  |              |                              |                              |              |              |  |
|  | 3           | Darija Jurak Sophie Lefèvre         | Darija Jurak Sophie Lefèvre | 6           | 2           |  |  |              |                              |                              |              |              |  |
|  |             | Kaia Kanepi Zhang Shuai             | Kaia Kanepi Zhang Shuai     | 7           | 6           |  |  |              | Kaia Kanepi Zhang Shuai      | Kaia Kanepi Zhang Shuai      | 7            | 6            |  |
|  |             | Sesil Karatančeva Cvetana Pironkova | 6                           | 4           | 3           |  |  | 8            | Katalin Marosi Kathrin Wörle | Katalin Marosi Kathrin Wörle | 6            | 4            |  |
|  | 8           | Katalin Marosi Kathrin Wörle        | 3                           | 6           | 6           |  |  |              |                              |                              |              |              |  |

### Quarta sezione
|  | Primo turno | Primo turno                       | Primo turno                       | Primo turno | Primo turno |  |  | Ultimo turno | Ultimo turno                 | Ultimo turno | Ultimo turno | Ultimo turno |  |
|  |             |                                   |                                   |             |             |  |  |              |                              |              |              |              |  |
|  | 4           | Stéphanie Cohen-Aloro Selima Sfar | Stéphanie Cohen-Aloro Selima Sfar | 3           | 2           |  |  |              |                              |              |              |              |  |
|  |             | Chang Kai-chen Ayumi Morita       | Chang Kai-chen Ayumi Morita       | 6           | 6           |  |  |              | Chang Kai-chen Ayumi Morita  | 6            | 5            | 1            |  |
|  | WC          | Anna Fitzpatrick Jade Windley     | 4                                 | 7           | 1           |  |  | 7            | Jill Craybas Marina Eraković | 3            | 7            | 6            |  |
|  | 7           | Jill Craybas Marina Eraković      | 6                                 | 65          | 6           |  |  |              |                              |              |              |              |  |